# Kristen countrymusik
kristen countrymusik, gospelcountry eller countrygospel, är en inriktning inom country där sångtexterna främst baseras på det kristna budskapet.
En av de äldre organisationerna är International Country Gospel Music Association, som bildades 1957.

### Fotnoter
1. ↑  ”Contemporary Popular Country Music And Christian Faith Media Essay” (på engelska). Arkiverad från originalet den 23 november 2014. https://web.archive.org/web/20141123094753/http://www.ukessays.com/essays/media/contemporary-popular-country-music-and-christian-faith-media-essay.php. Läst 14 november 2014.